# Barbara Judge
Barbara Thomas Judge, Orden del Imperio Británico (Nueva York, 28 de diciembre de 1946 - Londres, 31 de agosto de 2020) fue una abogada y empresaria estadounidense, nacionalizada británica.

## Biografía
Judge fue la primera mujer que ocupó la presidencia de la compañía británica Instituto de Directores y fue presidenta de la Autoridad para la Energía Atómica del Reino Unido, del Servicio de Prevención de Fraudes CIFAS y del Fondo de Protección de Pensiones, además de desempeñarse como embajadora empresarial del Reino Unido en nombre del departamento UK Trade & Investment. Fue fideicomisaria de varias instituciones culturales y de beneficencia y de la Real Academia de las Artes.
En 2010 fue nombrada Comandante de la Orden del Imperio Británico por su servicio a las industrias de servicios nucleares y financieros. Se la consideraba una de las ejecutivas de negocios más prominentes del Reino Unido, apareciendo en listas de poder compiladas por Management Today, Debrett's y BBC Radio Four's Woman's Hour, esta última describiéndola como "una de las mujeres mejor conectadas de Gran Bretaña". Falleció el 31 de agosto de 2020 de cáncer de páncreas en su hogar en Londres, a los setenta y tres años.